# Naro-Fominsk
Naro-Fominsk (em em russo:  На́ро-Фоми́нск) é uma cidade e o centro administrativo do distrito Naro-Fominski do Oblast de Moscou, na Rússia. Localizada junto ao rio Nara, ela fica a 70 quilômetros a sudoeste de Moscou. Segundo o censo de 2010, sua população é 64.665.

## História
O selo de Fominskoie foi mencionado pela primeira vez em crônicas de 1339, enquanto estava sob o domínio de Ivan Kalita.  
A Grande Armée de Napoleão passou por Fominskoie em sua retirada de Moscou, em 1812.
A moderna Naro-Fominsk foi estabelecida como um assentamento de tipo urbano a partir da fusão das aldeias de Fominskoie e Malaia Nara, em 1925, e no ani seguinte ela foi reconhecida como cidade.  
A cidade foi danificada severamente durante a Segunda Guerra Mundial. Batalha de Moscou em 1941, as forças da Alemanha de Nazi destruíram 687 edifícios e uma fábrica têxtil locais. A parte ocidental de Naro-Fominsk foi ocupada pelos alemães de 21 de outubro a 26 de dezembro de 1941.

## Estatuto administrativo e municipal
No âmbito das divisões administrativas , Naro-Fominsk serve como o centro administrativo do distrito de Naro-Fominsky. Como uma divisão administrativa, é, junto com doze localidades rurais , incorporada dentro do distrito de Naro-Fominsky como a cidade de Naro-Fominsk. Como uma divisão municipal , a cidade de Naro-Fominsk é incorporada dentro do distrito municipal de Naro-Fominsky como o estabelecimento urbano de Naro-Fominsk.

## Transporte
A estrada de ferro Moscou - Kiev passa pela cidade.

## Militares
A cidade abriga a 4ª Divisão de Tanques da Guarda "Kantemirovskaia", parte do Distrito Militar Ocidental.

## Cidades irmãs
- Babruisk, Bielorrússia
- Daugavpils, Letônia